# Parada de Peneda
La Parada de Peneda fue una plataforma ferroviaria de la Línea del Corgo, situada en el ayuntamiento de Chaves, en Portugal.

## Historia
El tramo entre las estaciones de Vidago y Tâmega, donde esta plataforma se situaba, abrió al servicio el 20 de junio de 1919.
El tramo entre Chaves y Vila Real fue cerrado en 1990.